# Santa Juliana (Minas Gerais)
Santa Juliana é um município brasileiro do estado de Minas Gerais. Sua população estimada em 2022 era de 15 734 habitantes segundo o IBGE.

## Posição geográfica
Situado a Oeste do Alto Paranaíba, no estado de Minas Gerais, o município de Santa Juliana apresenta uma área de 722 km², dividido em dois distritos, o distrito sede e o distrito de Zelândia. Existem no município 17 localidades rurais (Salto, Bom Jardim, Lagoa Dourada, Veados, Pires, Córrego do Lobo, Samambaia, Ponte Preta, Peão, Escorregado, Cipriano, Estacas, Barra, Coivara, Pouso Frio, Barros e Capiú). São municípios limítrofes: Nova Ponte, Pedrinópolis, Perdizes e Sacramento.
A cidade de Santa Juliana está situada a 910 m de altitude, tendo como coordenadas geográficas 19º 18´32” latitude Sul e 47º 31´27” longitude Oeste. Cortada pela BR 452 (que liga Araxá a Uberlândia), Santa Juliana dista 82 km de Uberaba, 73 km de Araxá, 97 km de Uberlândia, 453 km de Belo Horizonte, 500 km da cidade de São Paulo e 500 km de Brasília.
Santa Juliana também é cortada pelo Ramal Ibiá-Uberaba da antiga Estrada de Ferro Oeste de Minas, que liga o município às cidades de Ibiá e Uberaba, no Triângulo Mineiro. Atualmente, se encontra concedida à Ferrovia Centro Atlântica para o transporte de cargas. O transporte de passageiros pelo ramal se encontra desativado desde 1979.
O município pertence à Comarca de Nova Ponte.

## Prefeitos de Santa Juliana, após a emancipação política do município
| Prefeito                                                                                                 | Gestão      |
| --- | ----------- |
| Armando de Paiva Abreu                                                                                   | 1938 – 1940 |
| João Afonso                                                                                              | 1941 – 1942 |
| José Pinheiro                                                                                            | 1942 – 1943 |
| Armando Santos                                                                                           | 1944 – 1946 |
| Padre Lázaro de Menezes (governou apenas 4 meses)                                                        | 1946 – 1947 |
| Manoel Carneiro de Oliveira                                                                              | 1947 – 1948 |
| José Pedro Borges                                                                                        | 1948 – 1950 |
| José Severino Carneiro                                                                                   | 1951 – 1955 |
| Jarbas de Oliveira Carneiro                                                                              | 1955 – 1958 |
| Genésio Carneiro de Oliveira                                                                             | 1959 – 1962 |
| Jarbas de Oliveira Carneiro                                                                              | 1963 – 1966 |
| Manoel Ferreira da Cunha                                                                                 | 1967 – 1970 |
| Jarbas de Oliveira Carneiro                                                                              | 1971 – 1972 |
| Nilson Borges de Andrade                                                                                 | 1973 – 1977 |
| Manoel Ferreira da Cunha                                                                                 | 1977 – 1982 |
| Antônio Pedro de Oliveira                                                                                | 1983 – 1988 |
| Manoel Ferreira da Cunha                                                                                 | 1989 – 1992 |
| José Carneiro Naves                                                                                      | 1993 – 1996 |
| Afrânio Fernandes de Oliveira                                                                            | 1997 – 2000 |
| Marcos Araújo Barbosa                                                                                    | 2001 – 2004 |
| Marcos Araújo Barbosa                                                                                    | 2005 – 2008 |
| José Carneiro Naves (governou apenas 9 meses)                                                            | 2009 – 2009 |
| Orlando Espíndola dos Santos Neto (governou apenas 3 meses) Presidente da Câmara - Prefeito em exercício | 2009 – 2009 |
| Dálton César de Assis (governou apenas 5 meses) Presidente da Câmara - Prefeito em exercício             | 2010 – 2010 |
| Belchior Antônio da Silva                                                                                | 2010 – 2012 |
| Oscar Carneiro Filho                                                                                     | 2013 – 2016 |
| Belchior Antônio da Silva                                                                                | 2017 – 2020 |
| Belchior Antônio da Silva                                                                                | 2021-2024   |